# Elizabeth McCombs
Elizabeth Reid McCombs (nhũ danh Henderson, 19 tháng 11 năm 1873 – 7 tháng 6 năm 1935) là một chính trị gia thuộc Đảng Lao động New Zealand, vào năm 1933 bà trở thành người phụ nữ đầu tiên được bầu vào Nghị viện New Zealand. Phụ nữ New Zealand giành được quyền bầu cử vào năm 1893, song không được phép ứng cử vào Hạ nghị viện cho đến tổng tuyển cử năm 1919. McCombs từng tranh cử trong các kỳ tổng tuyển cử vào năm 1928 và 1931.

## Đầu đời
Bà sinh tại Kaiapoi, trưởng thành tại Ashburton và Christchurch. Năm 1886, cha bà mất, gia đình bà do đó gặp khó khăn về tài chính trong một thời gian.

## Chính trị
McCombs trở nên quan tâm đến chủ nghĩa xã hội do ảnh hưởng của chị gái, chị gái bà tham dự một nhóm nhỏ có khuynh hướng xã hội chủ nghĩa là Hiệp hội Tự do Cấp tiến. Một trong các mục tiêu của Hiệp hội Tự do Cấp tiến là tăng thêm quyền lợi chính trị cho phụ nữ. Bản thân McCombs cũng tham dự Hiệp hội, cũng như phần mở rộng của tổ chức này là Liên hiệp Điều độ Cơ Đốc Phụ nữ New Zealand do nhà nữ quyền Kate Sheppard điều hành. McCombs giữ một số chức vụ trong Liên hiệp Điều độ trong cuộc đời bà, trong đó có chức vụ thủ quỹ toàn quốc.
Năm 1903, McCombs kết hôn với một người xã hội chủ nghĩa nhiệt tình là James McCombs, ông cũng tham dự Hiệp hội Tự do Cấp tiến. Họ có hai con đẻ, và có thêm hai con nuôi. James McCombs hoạt động trong giới chính trị tả khuynh, và sau đó trở thành nghị viên thuộc Đảng Xã hội Dân chủ. Khi Đảng Lao động được thành lập vào năm 1916, ông là chủ tịch đầu tiên của đảng này. Trong thời gian này, Elizabeth McCombs được bầu vào ban chấp hành của đảng.
Năm 1921, Elizabeth McCombs được bầu vào Hội đồng Thành phố Christchurch, là người phụ nữ thứ nhì làm được điều này. Bà liên tục là một thành viên của hội đồng cho đến khi chọn cách hạ đài vào năm 1935. Trong thời gian này, bà cũng hoạt động trong nhiều tổ chức khác, trong đó có các hội từ thiện. Công tác của bà được công nhận vào năm 1926, khi bà được làm một thẩm phán trị an.
Trong tổng tuyển cử năm 1928, McCombs không đắc cử tại khu vực Kaiapoi khi là nữ ứng cử viên đầu tiên của Đảng Lao động. Trong tổng tuyển cử năm 1931, bà tranh cử ghế của khu vực Christchurch North song cũng thất bại.
Chồng bà qua đời vào tháng 8 năm 1933, ông liên tục là nghị viên của khu vực Lyttelton từ năm 1913, có đề nghị rằng Elizabeth McCombs nên là ứng cử viên của Đảng Lao động cho ghế tại Lyttelton. Một số thành viên trong đảng ban đầu lưỡng lự, song bà cuối cùng được chọn làm ứng cử viên của đảng này. Khi bầu cử bổ sung 1933 được tổ chức, McCombs thắng phiếu lớn: James chỉ hơn đối thủ 32 phiếu trong tổng tuyển cử năm 1931, song Elizabeth hơn đối thủ 2600 phiếu, là phụ nữ đầu tiên đắc cử nghị viên.
Trong một bài viết năm 1926 trên báo The Press tại Christchurch, McCombs được hình dung là "thiếu kiên nhẫn với người lao động.. Bà gọi một phái đoàn đại diện cho những người thất nghiệp là "một đám phi lý" khi họ nói rằng họ muốn làm việc song chỉ trích việc phải làm việc để lấy viện trợ từ thiện."

### Nghị sự
Tại nghị viện, McCombs phát biểu về một số vấn đề, nhiều trong số đó liên quan đến quyền lợi và phúc lợi của phụ nữ. Trong số đó có:
- Trả lương bình đẳng cho phụ nữ.
- Cải biến chính sách thất nghiệp vốn hào phóng hơn với nam giới thất nghiệp hơn là nữ giới thất nghiệp.
- Tuyển mộ phụ nữ vào lực lượng cảnh sát.

## Mắc bệnh và qua đời
Sức khỏe ngày càng yếu khiến McCombs gặp khó khăn để có thể tham dự đầy đủ trên chính đàn. Bà qua đời tại Christchurch vào ngày 7 tháng 6 năm 1935 ở tuổi 61, chưa đầy hai năm sau khi đắc cử làm nghị viên.
Năm 1935, bà được tặng Huân chương bạc kỷ niệm 25 năm Quốc vương George V đăng cơ. Mặc dù chỉ làm nghị viên trong khoản thời gian ngắn, song bà chứng minh được rằng phụ nữ có thể đắc cử, và không lâu sau người phụ nữ thứ nhì (Catherine Stewart năm 1938, khu vực Wellington West) bước vào nghị viện. Tại khu vực Lyttelton, người con trai Terry McCombs kế nhiệm bà, sau đó ông trở thành Bộ trưởng Giáo dục trong Chính phủ Lao động thứ nhất từ năm 1947 đến năm 1949. Terry McCombs giữ ghế của Lyttelton cho đến năm 1951, kết thúc 38 năm gia đình ông giữ ghế này.